# Роз'їзд 71 (Росія)
Роз'їзд 71 (рос. Разъезд 71) — селище у складі Могойтуйського району Забайкальського краю, Росія. Входить до складу Хілинського сільського поселення.

## Населення
Населення — 73 особи (2010; 73 у 2002).
Національний склад (станом на 2002 рік):
- росіяни — 97 %